# Viktor Balck

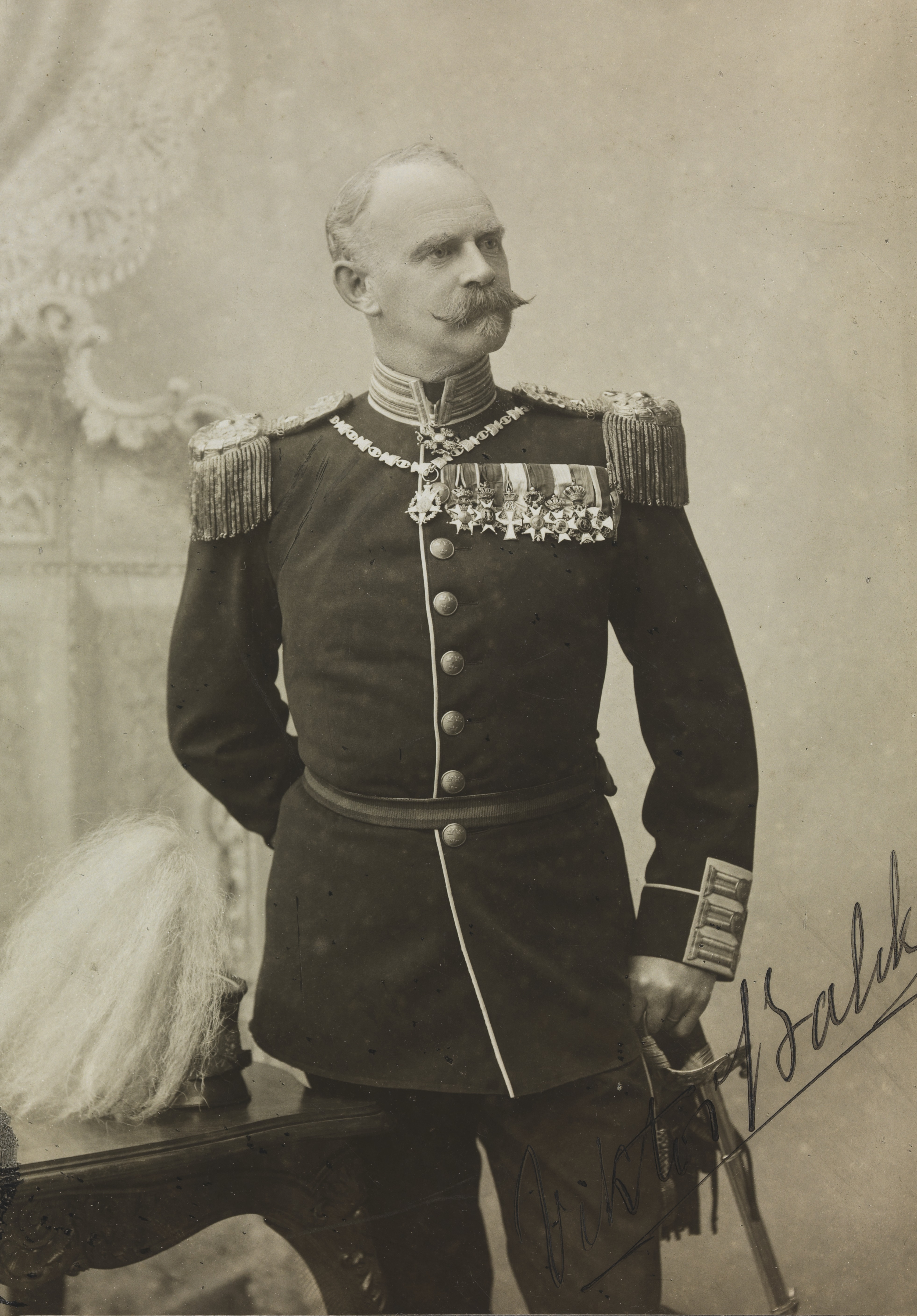
Viktor Gustaf Balck zwischen 1890 und 1900

Viktor Gustaf Balck, KCMG (* 25. April 1844 in Karlskrona; † 31. Mai 1928 in Stockholm) war ein schwedischer Offizier, Armeesportlehrer  und Sportfunktionär.  Er war Gründungsmitglied des Internationalen Olympischen Komitees  und wird oft als Vater des Schwedischen Sports bezeichnet. 

## Militärischen Laufbahn
In seiner Jugend war Balck Seemann, ehe er die Kadettenanstalt der Marine in Schloss Karlberg besuchte. Nach kurzer Zeit wechselte er auf die Anstalt des Heeres. Er war aktiver Fechter und Turner. Nach der Abschlussprüfung blieb er als Turnlehrer, ehe er 1866 in Närke Leutnant und 1884 Hauptmann im selben Regiment befördert wurde. Den größten Teil der Zeit verbrachte er allerdings als Turnlehrer bzw. Verantwortliche für militärische Leibesübungen. Von 1885 bis 1909  wurde er der Leiter des Militärturnens im Schwedischen Zentralinstitut für Gymnastik (Gymnastik- och idrottshögskolan), der ältesten Sporthochschule der Welt, ernannt, von 1907 bis 1909 Rektor der Hochschule. 1904 wurde er zum Oberst befördert, 1909 ging er in den Ruhestand und er wurde 1914 zum General der Reserve (ehrenhalber) befördert.

## Sportführer
Von 1866 bis 1868 studierte Balck am Schwedischen Zentralinstitut für Gymnastik (Gymnastik- och idrottshögskolan). Sowohl seine militärische als auch seine sportliche Laufbahn hatte das Zentralinstitut als Basis. Da Leibesübungen und Sport außerhalb der großen Städte in Schweden im internationalen Vergleich rückständig waren, setzte er sich von den 1870er Jahren an für die Ausbreitung des Sports ein, indem er Sportvereine und -verbände gründete. Er wurde ein wesentlicher Führer der jungen Sportbewegung.
So vertrat er Schweden beim Gründungskongress des IOCs 1894 in Paris, holte die Olympischen Spiele 1912 nach Stockholm und war Chef des Organisationskomitees. 1913 wurde er Vizepräsident des Schwedischen Nationales Olympisches Komitee von 1913 bis 1928. Er war die treibende Kraft hinter den Nordischen Spielen, die er von 1901 an organisierte und als eine Verbindung zwischen den auseinanderdriftenden nordischen Staaten sah. Von 1894 bis 1924 war er Präsident der Internationalen Eislaufunion. Hier hatte er u. a. auch die Balck-Schlittschuhe erfunden.  Für seine Verdienste erhielt er mit dem Order of St. Michael and St. George einen der höchsten englischen Verdienstorden. Er starb in Stockholm an Lungenentzündung.